# Comitès de Defensa de la CNT
L'origen de les milícies de la CNT en la Guerra Civil espanyola està en els Comitès de Defensa de la CNT.

## Origen
Aquests comitès eren l'organització militar clandestina de la CNT, finançada pels sindicats, i la seva acció estava subordinada a aquests. El seu antecedent són els diferents grups d'acció, com Los Solidarios, que van lluitar contra el pistolerisme de la patronal entre 1917 i 1923.
A l'octubre de 1934, el Comitè Nacional dels Comitès de Defensa va abandonar la vella tàctica dels grups d'acció en favor d'una seriosa i metòdica preparació revolucionària. Va elaborar una ponència en la qual s'afirmava això:
| « | No hi ha revolució sense preparació. Cal acabar amb el prejudici de les improvisacions. Aquest error de la confiança en l'instint creador de les masses ens ha costat molt car. No es procuren, com per generació espontània, els mitjans de guerra inexcusables per combatre a un estat que té experiència, fort armament i major capacitat ofensiva i defensiva. | » |

## Composició
El grup de defensa bàsic havia de ser poc nombrós per facilitar la seva clandestinitat. Havia d'estar format per sis militants, amb funcions molt específiques:
- Un secretari, encarregat del contacte amb altres quadres, la creació de nous grups i l'elaboració d'informes.
- Un segon militant dedicat a la investigació de persones, que havia de valorar la perillositat dels enemics, especialment de capellans, de militars i de pistolers del Lliure.
- Un tercer per a la investigació d'edificis, fer plans i elaborar estadístiques.
- Un quart militant estudiaria els punts estratègics i tàctics de la lluita de carrer.
- Un cinquè es dedicaria a l'estudi dels serveis públics: llum, aigua, gas, clavegueram.
- I un sisè militant encarregat d'investigar on obtenir armes, diners i proveïments.

A aquesta xifra ideal de sis, podia sumar-se algun membre més per cobrir tasques "de summe relleu". La clandestinitat havia de ser absoluta. Eren el nucli bàsic d'un exèrcit revolucionari, capaç de mobilitzar a grups secundaris més nombrosos, i aquests, al seu torn, a tot el poble.
L'àmbit d'acció de cada grup de defensa era una demarcació molt precisa dins de cada barri, assenyalada sobre plànol. El comitè de defensa de la barriada coordinava tots aquests quadres de defensa, i rebia un informe mensual de cadascun dels secretaris de grup.
L'organització dels comitès de defensa a escala regional i nacional, enquadrava a aquells sectors de treballadors, com a ferroviaris, conductors d'autocar, treballadors de telèfons i telègrafs, carters i en fi, tots els que per característiques de la seva professió o organització abastaven un àmbit nacional, destacant la importància de les comunicacions en una insurrecció revolucionària. Es dedicava una cura especial al treball d'infiltració, propaganda i captació de simpatitzants en les casernes.
Les funcions essencials dels comitès de defensa eren dues: armes i intendència, en el sentit ampli de la paraula. Els comitès de defensa podien considerar-se com la continuïtat, reorganització i extensió dels grups d'acció i autodefensa armada dels anys del pistolerisme (1917-1923).
Els comitès de defensa van ser substituïts, després dels dies de juliol, per les Patrulles de Control que actuaven a les ordres del Comitè Central de Milícies Antifeixistes de Catalunya. Els comitès de defensa van ser reactivats en maig de 1937.